# Alexandru Bejan
Alexandru Bejan (Chișinău, 7 maggio 1996) è un ex calciatore moldavo, di ruolo centrocampista.

## Carriera

### Club
Ha giocato nella prima divisione moldava.

### Nazionale
Ha giocato nelle nazionali giovanili moldave Under-17, Under-19 ed Under-21.

## Palmarès

### Club

#### Competizioni nazionali
- Coppa di Moldavia: 1

Petrocub Hîncești: 2019-2020